# 傅氏擬鱗毛蕨
傅氏擬鱗毛蕨（學名：Dryopteris ×holttumii Li Bing Zhang），為鱗毛蕨屬下的一個雜交種。

## 分布範圍
台灣

## 生態資訊
1. 台灣特有種植物
2. 多年生草本植物[2]

## 延伸閱讀
- 台灣植物資訊整合查詢系統 - 霍氏鱗毛蕨